# Uri Orbach
Uri Shraga Orbach (Petaj Tikva, 28 de marzo de 1960 - Jerusalén, 16 de febrero de 2015), fue un periodista, escritor, elocutor, militar y político israelí.  
Perteneció al partido La Casa Judía. Fue ministro de Asuntos de los Pensionados de Israel entre 2013 y 2015.
Contrajo matrimonio con Michal Orbach, fueron padre de 4 hijos. 
Escribió varios libros para niños. 
Falleció el de febrero de 2015 a los 54 años, en Jerusalén.

## Libros
- 2002, Mi abuelo fue un rabino.